# Rebeca Gyumiová
Rebeca Z. Gyumiová (* 3. prosince 1986 Dodoma) je tanzanská právnička a lidskoprávní aktivistka. 
Vystudovala práva na Univerzitě v Dar es Salaamu. Působila v organizaci Femina a vystupovala v televizním pořadu Nguvu ya Binti jako obhájkyně práv mládeže. Povzbuzovala mladé ženy k vyšší účasti ve volbách, zakládala diskusní kluby a usilovala o snížení analfabetismu a dětské úmrtnosti. Stala se ředitelkou tanzanské Národní rady pro mládež a podílela se na návrhu ústavních změn. V roce 2016 založila nevládní organizaci Msichana Initiative usilující o rovnost pohlaví. Vedla kampaň proti zákonu z roku 1971, který povoloval provdávat dívky již od čtrnácti let, zatímco u chlapců je hranice pro uzavření manželství stanovena na osmnáct let. Tanzanie tak patřila k zemím s nejvyšším počtem dětských sňatků na světě a podle odhadů byly až dvě pětiny nevěst nezletilých. V roce 2019 se Gyumiové podařilo prosadit, že nejvyšší soud tento zákon zrušil jako diskriminační. Angažuje se také v projektech zaměřených na lepší dostupnost vzdělání a zaměstnání. Zúčastnila se akce International Visitor Leadership Program organizované americkým ministerstvem zahraničí.
V roce 2018 jí byla udělena Cena OSN na poli lidských práv. Byla pozvána na Světové ekonomické fórum a Dětský fond Organizace spojených národů ji jmenoval do svého poradního výboru. Vystoupila na summitu Africké unie s návrhem na využití informačního technologií ke zlepšení životních podmínek mladé generace. BBC ji v roce 2020 zařadila na svůj seznam 100 žen.